# John Fitzwilliam (officier)
John Fitzwilliam (1714- 31 juillet 1789) est un officier de l'armée britannique.

## Biographie
Il est baptisé le 28 mars 1714, troisième fils de Richard Fitzwilliam (5e vicomte Fitzwilliam) et de son épouse Frances, fille de John Shelley, troisième baronnet. En 1724, il fréquente la Westminster School et sert de page d’honneur au prince de Galles, futur roi George II.
Il entre dans l'armée comme cornette à la Royal Horse Guards le 20 avril 1732 et est promu lieutenant en 1739. En 1745, il est nommé capitaine du Grenadier Guards, avec le grade de lieutenant-colonel de l'armée et en 1746, il est nommé valet de la chambre du duc de Cumberland. En 1747, il sert avec Cumberland en Flandre. En 1754 il est élu au Parlement pour défendre les intérêts du prince en tant que député de New Windsor.
Le 12 novembre 1755, Fitzwilliam est fait colonel du Régiment royal de la Reine. Il est promu major-général en juin 1759. Le 27 novembre 1760, il est transféré comme colonel du 2nd Irish Horse et promu lieutenant général l'année suivante. Le duc de Cumberland est décédé en 1766 et Fitzwilliam ne se présente pas aux élections générales de 1768. Il est promu général en 1778.
Le 17 octobre 1751, Fitzwilliam épouse Barbara, veuve de William Cavendish et fille d'Edward Chandler (évêque), évêque de Durham et n'ont pas d'enfants.